# Kabupaten
El Kabupaten es el nombre del nivel de la división administrativa del territorio de Indonesia que se encuentra inmediatamente por debajo del nivel de Propinsi (Provincia en castellano). El término Kabupaten podría traducirse como Regencia, Municipalidad o Distrito.
Este nivel de subdivisión del territorio puede tomar dos formas, Kabupaten o Kota (en 1999 se cambió el nombre de Kotamadya a Kota), según sea entorno rural o urbano respectivamente. En cualquier caso las competencias son las mismas en Kabupaten que en Kota. Legalmente no pertenecen al gobierno local de la Provincia sino que tienen regulación y administración propias en la forma del Gobierno local del Kabupaten o Kota. 
El Kabupaten está regido por el Bupati mientras que la Kota se rige por el Walikota (podría traducirse por alcalde).

## Historia
El término "regencia" tiene su origen en el período colonial de los neerlandeses, en el que las regencias, conocidas como "regentschap" (plural: "regentschappen") en neerlandés, fueron administradas por los Bupati, es decir, los jefes nativos, mayormente musulmanes y jefes de las tribus, retuvieron rangos protocolarios más altos que los de los funcionarios neerlandeses que desempeñaron papeles como consejeros o representantes de los Países Bajos. Sin embargo, el poder legal y militar quedó en manos del Gobernador General en Batavia (ahora conocida como Yakarta), Java, representante del dominio colonial del gobierno holandés.
Anteriormente los Kabupaten eran conocidos como Daerah Tingkat II Kabupaten (Área de segundo nivel - Kabupaten). Con el Decreto Ley número 22 del año 1999 (Undang-undang Nomor 22 Tahun 1999) pasó a llamarse simplemente como Kabupaten.